# Tampa Bay Buccaneers
Els Tampa Bay Buccaneers són una franquícia de futbol americà professional de la National Football League (NFL), de la ciutat de Tampa, Florida. Són membres de la Divisió Sud de la Conferència Nacional (NFC). El seu estadi és el Raymond James Stadium i els seus colors són el vermell, el negre i el taronja. Aquest equip, igual que els Seattle Seahawks, es va unir a l'NFL durant l'expansió de 1976. Després de la temporada van canviar de conferència amb els Seattle Seahawks i es va convertir en un equip de l'NFC. Quan la franquícia va entrar a la lliga el 1976, Els Bucs van perdre els seus primers 26 jocs, després van començar una era guanyadora a la fi de 1970 i inicis de 1980, després d'això els bucaners van tenir 14 temporades perdedores. Per un període de 10 anys els bucaners van ser assistents freqüents als playoffs, fins que van guanyar la Super Bowl XXXVII al final de la temporada del 2002.

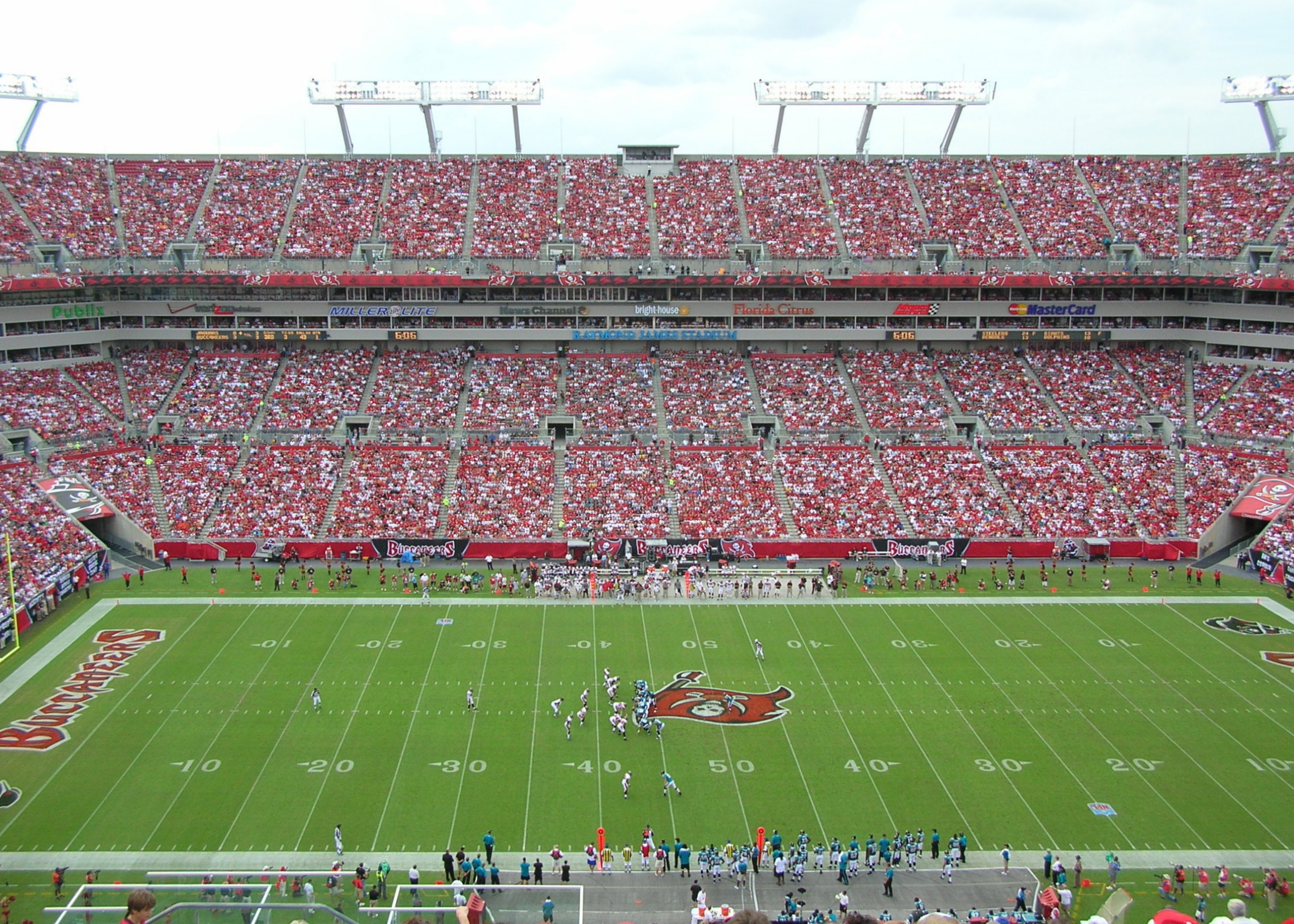
L'estadi Raymond James dels Buccaneers el 2007

## "Tampa Bay"
Tampa Bay és el nom que s'usa per denominar l'àrea metropitana de les ciutats de Tampa, Saint Petersburg (Florida), Clearwater i Bradenton que estan al voltant de la badia de Tampa, que és una formació d'aigua a la riba del Golf de Mèxic, cas oposat a Green Bay (ciutat de Wisconsin), no existeix cap municipalitat anomenada Tampa Bay, sent així el nom Tampa bay denota la representació de tota la regió no solament de Tampa o Saint Petersburg (Florida).

## Història de la Franquícia
Els Buccaneers van ser fundats el 1976. En tota la seva història només han jugat una final de la Super Bowl, la Super Bowl XXXVII del 2002, en la qual es van imposar als Oakland Raiders per 48-21. Al llarg de la seva història també han guanyat un campionat de conferència el 2002 i sis campionats de divisió (1979, 1981, 1999, 2002, 2005 i 2007).

## Palmarès
- Campionats de Lliga (2)
- Campionats de SuperBowl (2) 2002 (XXXVII), 2020 (LV)

-Campionats de Conferència (1)
- NFC: 2002

- Campionats de Divisió (6)
- NFC Centre: 1979, 1981, 1999
- NFC Sud: 2002, 2005, 2007